# 桑山公園

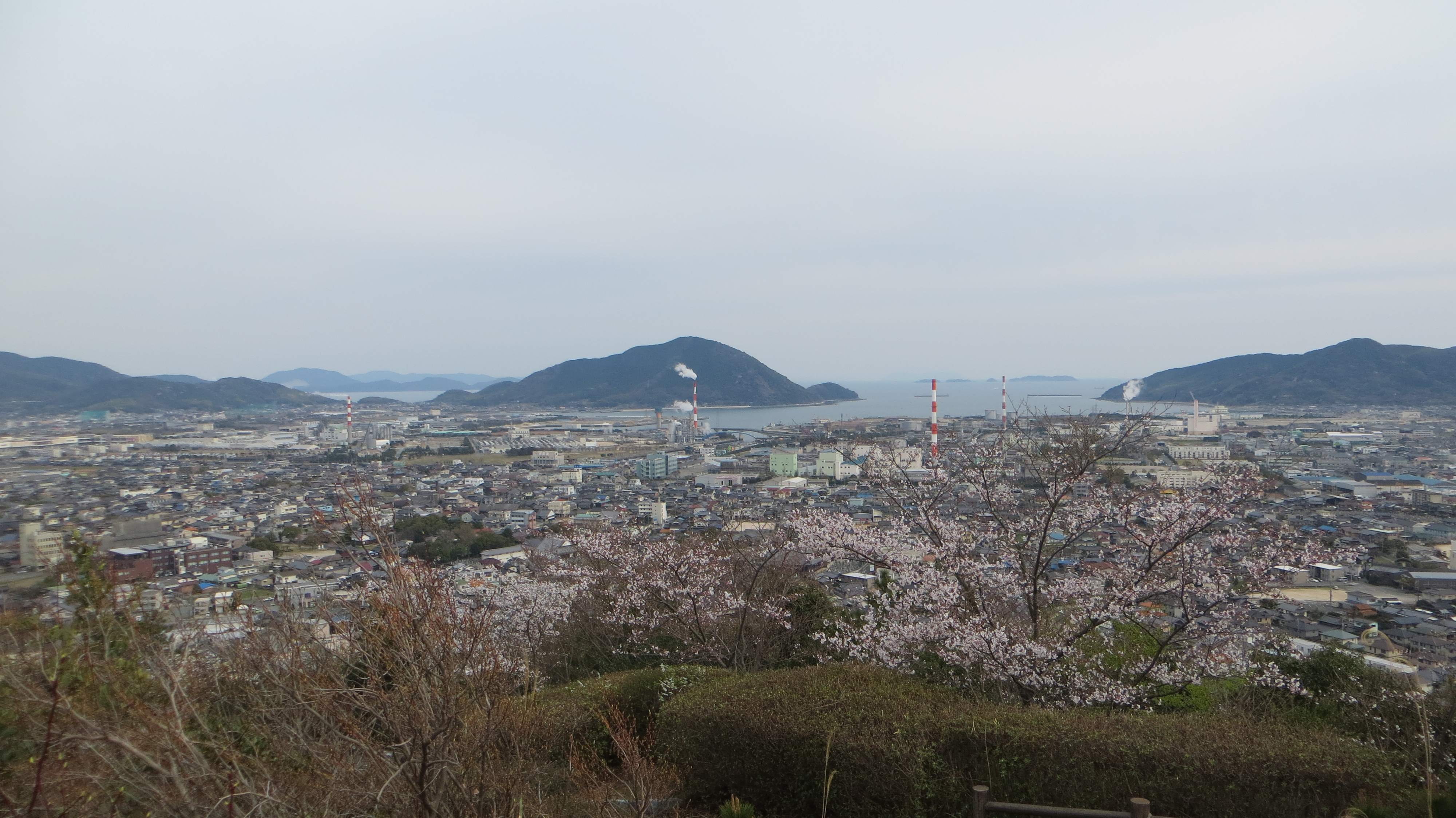
桑山山頂から南東方向を眺望。手前に桑山公園の桜が咲いている（2013年3月）。

桑山公園（くわのやまこうえん）は、山口県防府市にある公園。JR西日本の山陽本線防府駅から南東へ徒歩10分。標高107.4mの桑山を中心に整備された公園。
関ヶ原の戦いの後、毛利氏が中国地方全体から長門、周防の2ヶ国に改易された時に、萩、山口と並んで防府も城を建てる候補地になったが、幕府の許可が出ず、結局萩に指月城が建てられた。
公園はウォーキングコースとしても整備され、春には700本あまりの桜を楽しむこともできる。

## 招魂碑など
1865年(慶応元年)萩藩の御楯隊（御堀耕助総監）の鍛錬場として造成がされていた関係で、1870年(明治3年)、戊辰戦争で亡くなった御楯隊、整武隊、三田尻海軍局など100余人の志士達の招魂碑を建立。
墓碑の字は、山田顕義が揮毫。

## 所在地
山口県防府市桑山1丁目

## 近在の施設
- 維新百拾周年記念碑
- 野村望東尼の墓
- 大楽寺
- 防府市青少年科学館・ソラール